# Salma Sarkola
Salma Sarkola är en finländsk skådespelare.

## Biografi
Salma Sarkola är dotter till skådespelarna Sampo Sarkola och Edith Holmström.
Sarkola har bland annat medverkat i den norska TV-serien Stjärnstoft där hon lånade ut sin röst till den svenskdubbade versionen. Hon har även medverkat i TV-serien Spegelvägen. I TV-serien Hallonbacken spelar hon huvudrollen som den 12-åriga och fattiga flickan Stina, som lider av tuberkulos. Hennes mor Edith Holmström spelar Stinas mamma i Hallonbacken.

## Filmografi (i urval)
- 2020 – Stjärnstoft (TV-serie)
- 2021 – Spegelvägen (TV-serie)
- 2023 – Hallonbacken (TV-serie)